# Вознесенка (Болотнинський район)
Вознесенка (рос. Вознесенка) — присілок у Болотнинському районі Новосибірської області Російської Федерації.
Входить до складу муніципального утворення Байкальська сільрада. Населення становить 64 особи (2010).

## Історія
Згідно із законом від 2 червня 2004 року органом місцевого самоврядування є Байкальська сільрада.

## Населення
| 2002 | 2007 | 2010 |
| ---- | ---- | ---- |
| 64   | ↘51  | ↗64  |